# Нумерация правителей
Порядковые номера, или номера правителей, используются для различия лиц с одинаковым именем, занимавших один и тот же пост. Наиболее значимым является использование для различия монархов. Порядковый номер — это число, следующее за тронным именем монарха, служащее для различия между монархами с одинаковыми именами, правившими в одном и том же государстве.
Как правило, счёт ведется либо с начала монархии, либо с начала династии. Например, цари Болгарии Борис III и его сын Симеон II получили свои порядковые имена, поскольку были учтены средневековые правители Первого и Второго Болгарского царств, несмотря на то что Саксен-Кобург-Готская династия правила в Болгарии только с 1887 года, и имела весьма отдаленное отношение к предыдущим династиям. С другой стороны, английские короли считаются со времени Нормандского завоевания. Поэтому сын английского короля Генриха III считается Эдуардом I, несмотря на то что до нормандского вторжения на английском престоле было три его тёзки.
В любом случае, обычно считаются только монархи или главы правящего дома, а номера присваиваются последовательно от начала к концу династии. Иногда, как в Швеции, в нумерации учитываются легендарные или полулегендарные личности. Например, шведские короли Эрик XIV (1560-68) и Карл IX (1604-11) получили свои номера на основании легендарного исторического труда Иоанна Магнуса, который придумал 5 Эриков до Эрика Победоносного и 6 Карлов до Карла Сверкерссона, после чего их стали упоминать позднейшие историки. На карте владений шведской короны (Estats de la Couronne de Suede), выполненной французским гравером Жаком Шике (1673—1721) и опубликованной в Париже в 1719 году, представлен список шведских монархов, первым в котором стоит Кнут I, а Эрик XIV и Карл IX представлены как Эрик IV и Карл II; при этом единственный Карл, который имеет свой традиционный порядковый номер — это Карл XII, завершающий этот список.
Исключением из этого правила является немецкая династия Рёйсс. Согласно традиции, все мужчины этого рода последние несколько столетий получали имя Генрих, и все они, а не только глава рода получали порядковый номер. Члены старшей ветви династии нумеровались в порядке рождения до пресечения ветви рода в 1927 году. В то же время нумерация представителей младшей ветви возобновлялась каждое столетие. Поэтому нынешнего главу дома Рёйсс зовут Генрих IV, его сына — Генрих XIV, а его внука — Генрих XXIX.
Ещё одним исключением является сербская княжеская, а затем королевская династия Обреновичей. Традиционно в ней была принята нумерация не повторяющихся имен правящих князей, а каждого последующего князя: Милош Обренович I (1815—1839), Милан Обренович II (1839), Михаил Обренович III (1839—1842).

## Примеры порядковых номеров правителей
Монархи с одинаковым именем и разными номерами:
- короли Италии Умберто I и Умберто II.
- Императрицы Всероссийские Екатерина I и Екатерина II.
- правители Монако Ренье II и Ренье III.
- папы римские Бенедикт XV и Бенедикт XVI.

Порядковые номера могут использоваться, в случае если совпадают имена правителей государства и государства-преемника:
- Королева Англии Елизавета I и королева Великобритании Елизавета II.
- Король Кастилии Альфонс XI и король Испании Альфонс XII.

Для правителей с двумя и более личными именами практика использования порядковых номеров различается. Для шведских монархов учитывается только первое имя. Например, Карл XVI Густав известный также как «Карл Густав», является шестнадцатым королём Швеции по имени Карл, и вторым по имени Карл Густав (Карл X Густав). Напротив, королевством Пруссия последовательно правили Фридрих I, Фридрих Вильгельм II, Фридрих II, Фридрих Вильгельм III, а затем Вильгельм I. Папу Иоанна Павла I, который выбрал себе двойное имя в честь своих предшественников Иоанна XXIII и Павла VI, сменил Иоанн Павел II. В то же время, когда королева Нидерландов Беатрикс в 2013 году отреклась от престола в пользу сына, тот вступил на престол как король Виллем-Александр, хотя ранее многими ожидалось, что он будет титуловаться как Виллем IV.

## История
Почти все монархи и папы начиная с Нового времени использовали номера. Номера также ретроспективно присваивались более ранним монархам в большинстве исторических трудов, поскольку такая система предлагала наиболее очевидный способ различия. В некоторых случаях номера присваивались различного рода соправителям (регентам, правителям-консортам, местоблюстителям), чтобы упростить их обозначение в литературе. В начале Нового времени использование номеров носило эпизодический характер, но к началу XVIII века утвердилось повсеместно. В последние два столетия европейские монархи без официального номера стали редкостью.
Как правило, средневековые европейские правители не использовали номера при жизни, использование номеров было редкостью и носило эпизодический характер. Порядковые номера монархов до XIII века являются анахронизмом, как и почти все номера средневековых правителей.
По-видимому, первыми использовать порядковые номера официально стали римские папы, хотя это произошло в конце средних веков. Как следует из изменения нумерации пап Иоаннов XV—XIX и Стефанов II—IX, в XI веке нумерация пап ещё не была установлена. Официальное самостоятельное использование номера папой Иоанном XXI означает что к концу XIII века обычай присваивания порядковых номеров при интронизации уже утвердился.
Германский император Фридрих II, король Неаполя Карл II и король Польши Пшемысл II несомненно использовали номера уже при жизни, в отличие от большинства своих современников. В XIV веке император Карл IV время от времени использовал номер. По-видимому, номер использовал и его современник, король Сицилии Федериго III. В Англии традиция присваивать номера монархам утвердилась во времена Генриха VIII и Марии I, однако эпизодические примеры использования номеров восходят к Эдуарду III.
Долгая история папства породила определённые сложности с нумерацией. Например, Стефан пробыл папой лишь 3 дня до того как скончался от апоплексии и не был посвящён в сан. Поскольку не все составители списков пап считали его папой (как Стефана II), возникли расхождения с номерами пап с этим именем. Поэтому следующие папы с именем Стефан иногда указываются с двойной нумерацией в скобках, например как следующий папа с этим именем, который обозначается как Стефан (II) III или Стефан III (II). Церковь признавала Стефана II папой до 1960 года, пока в 1961 году его имя не было удалено из официальных папских списков. Другим примером папы, которого никогда не существовало, является Иоанн XX.

## Нумерация и акт об Унии 1707 года
С 1603 года Англия и Шотландия находились в личной унии, но юридически оставались разными государствами, поэтому нумерация английских и шотландских королей оставалась раздельной. Личная уния была заключена при короле Якове VI Шотландском, который также был королём Яковом I Английским, поэтому его имя часто писалось (особенно в Шотландии) как Яков VI и I. Подобно этому его внука указывали как Яков VII и II. Порядковый номер Марии II по случайному совпадению соответствует номерам обеих её предшественниц королевы Марии I Английской и королевы Марии I Шотландской, её мужа и соправителя указывали как Вильгельм III и II. Карл I и Карл II носили имя, не использовавшееся до 1603 года.
После заключения Акта об Унии в 1707 году, следующим пяти монархам не понадобились отдельные номера: Анне и четырём Георгам. Однако, когда в 1830 году на престол взошёл Вильгельм IV, он не стал называться в Шотландии Вильгельмом III. (Джордж Кроули указал в 1830 году, что новый король носит имя Вильгельма I, II, III и IV в Ганновере, Ирландии, Шотландии и Англии соответственно.) Его преемники также перестали использовать отдельную нумерацию для Шотландии, а стали придерживаться только нумерации английских королей. Это не избежало критики со стороны шотландцев, например порядковый номер Эдуарда VII иногда опускался в Шотландии, даже в постановлениях Церкви Шотландии в ответ на протесты, что предыдущие Эдварды были английскими королями, «изгнанные из Шотландии силой оружия».
Вновь проблема нумерации возникла при восшествии на престол предыдущей королевы Великобритании Елизаветы II, поскольку в Шотландии никогда прежде не правила королева с таким именем, а Елизавета I была лишь королевой Англии. Чтобы избежать споров в будущем, Уинстон Черчилль предложил использовать наибольший из порядковых номеров Англии и Шотландии. Согласно этому правилу теоретически следующий король с именем Эдуард будет носить номер IX, несмотря на то что, прежде в Шотландии было только два (или три) короля с таким именем, но король с именем Роберт получил бы номер IV, несмотря на то, что он стал бы первым Робертом на английском престоле.
Многие шотландцы либо не знали об этом проекте, либо были с ним не согласны и с восшествием на престол Елизаветы II споры вспыхнули с новой силой. Это вызвало сложности при использовании новой королевской монограммы EIIR (Elizabeth the second Regina) в Шотландии, и привело к нескольким инцидентам, включая разрушение одной из первых вывесок с новой монограммой в Лите в конце 1952 года. С этого времени монограмма, используемая на всех правительственных и коронных учреждениях в Шотландии, употребляется без номера, вместо этого используется наименование Корона Шотландии. В 1953 году был отклонён иск «Маккормик против Лорда-адвоката по делам Шотландии», оспаривавший титул «Елизавета II» в Шотландии.
Поскольку Королевство Ирландия подчинялось Королевству Англия, английские титулы использовались в Ирландии ещё до заключения Акта об унии Великобритании и Ирландии 1800 года.

## «Первый»
Некоторые монархии не используют порядковый номер, если носитель имени является единственным. Эта традиция существует в Великобритании (например, королева Виктория не именуется Викторией I, до тех пор, пока не появится Виктория II), Люксембурге (где ныне правит великий герцог Анри), Норвегии (имевшей в истории, например, короля Ганса), а также применяется к правящим монархам Нидерландов и Бельгии (короли Виллем-Александр и Филипп соответственно). Данное правило также использовалось в большинстве германских княжеств и Венгрии. В Швеции данное правило не является постоянным: Сигизмунд и Адольф Фредрик не имели номера, в то же время Фредрик I часто именуется с номером.
В других странах номер присваивался даже единственным носителям своего имени. Это более позднее изобретение и впервые использовано королём французов Франциском I чеканившим тестоны (серебряные монеты) с надписью FRANCISCVS I DE. GR. FRANCORV. REX (Франциск I Божьей милостью король Франции). Также это правило действовало в Бразилии, Греции, Италии, Мексике, Черногории, Португалии (где короли Жозе и Луиш обычно указываются как «Жозе I» и «Луиш I», хотя не существовало Жозе II и Луиша II). В имени короля Испании Хуана Карлоса I обычно используется номер, хотя иногда в прессе номер опускается. В России наименование «Первый» для единственного носителя стало использоваться при Павле I. До него ни Анна Иоанновна, ни Елизавета Петровна не использовали номер «I».
Номер использован в имени папы Иоанна Павла I. Папа Франциск отказался от использования номера, как и патриарх Московский Кирилл, в то время как патриарх Константинопольский Варфоломей I использует номер.
В Австрии императоры Франц, Фердинанд, Франц Иосиф и Карл титуловали себя как «Первый», несмотря на то что лишь Франц Иосиф был действительно первым правителем Австрии с таким именем (Франц был вторым, Фердинанд — пятым, а Карл — четвёртым). Это произошло из-за повышения титула правителей Австрии с эрцгерцога до императора.
Использование наименование «Первый» является обычным для самопровозглашённых недолговечных «королей» или «императоров», таких как Дессалин, Кристоф и Фостен I на Гаити, Агустин I в Мексике, Зогу I в Албании, Бокасса в Центральноафриканской империи или авантюрист Борис Скосырев в Андорре. В этом случае они очевидно хотели подчеркнуть смену режима на основанный ими.

## Претенденты
Как правило, монархисты продолжают нумерацию для претендентов на престол, даже если те в действительности никогда не правили. Так, сторонники графа Парижского называют его Генрихом VII, несмотря на то, что в истории было только четыре короля Франции с именем «Генрих». Аналогично, претендент на французский трон от бонапартистов Жан-Кристоф, принц Наполеон известен среди своих сторонников как Наполеон VII.
Перерывы в нумерации могут обозначать претензии неправивших представителей династии. Например, после казни Людовика XVI во время революции легитимисты считали его преемником его малолетнего сына, которого они называли Людовиком XVII. Хотя ребёнок умер несколько лет спустя в тюрьме и никогда не правил, после реставрации Бурбонов его дядя, взойдя на престол, принял имя Людовика XVIII, в знак признания династических прав. Подобным образом, после краха Первой империи во Франции император Наполеон отрёкся в пользу своего четырёхлетнего сына, который был провозглашён Наполеоном II. Юный император был свергнут спустя всего неделю антинаполеоновской коалицией и не получил международного признания, тем не менее его двоюродный брат Луи Наполеон Бонапарт, провозгласивший себя императором в 1852 году, принял имя Наполеон III в знак признания своего предшественника.

## Королевы-консорты и соправители
В то время как правящие монархи использовали номера, для их супруг номера не использовались. Таким образом, король Георг V использовал номер для различия от других королей Великобритании с именем Георг, а у его жены королевы Марии номера не было. В то же время в Испании и Португалии супруги правящих королев получали номер, поскольку официально являлись их соправителями jure uxoris (т.е. по праву супруга): муж Изабеллы I Кастильской Фердинанд II Арагонский считается Фердинандом V Кастильским, муж Хуаны I – Филиппом I, супруги португальских королев Марии I и Марии II также получили имена Педру III и Фернанду II соответственно. Аналогичные примеры есть и в других странах: например, король Англии Филипп правил jure uxoris как супруг королевы Марии I; а король Польши Владислав II был коронован jure uxoris как супруг королевы Ядвиги и правил совместно с ней.
Отсутствие номеров у супругов монархов затрудняет изучение истории, поскольку на практике может быть множество супругов с одинаковым именем и при этом не существует способа различать их (например, Александра Фëдоровна — супруга императора Всероссийского Николая I и Александра Фëдоровна — супруга Николая II). Поэтому супруги монархов вошли в историю со своими именами до супружества или с указанием своего рода, королевского дома (династическое имя) или страны происхождения.